# 香港港威酒店

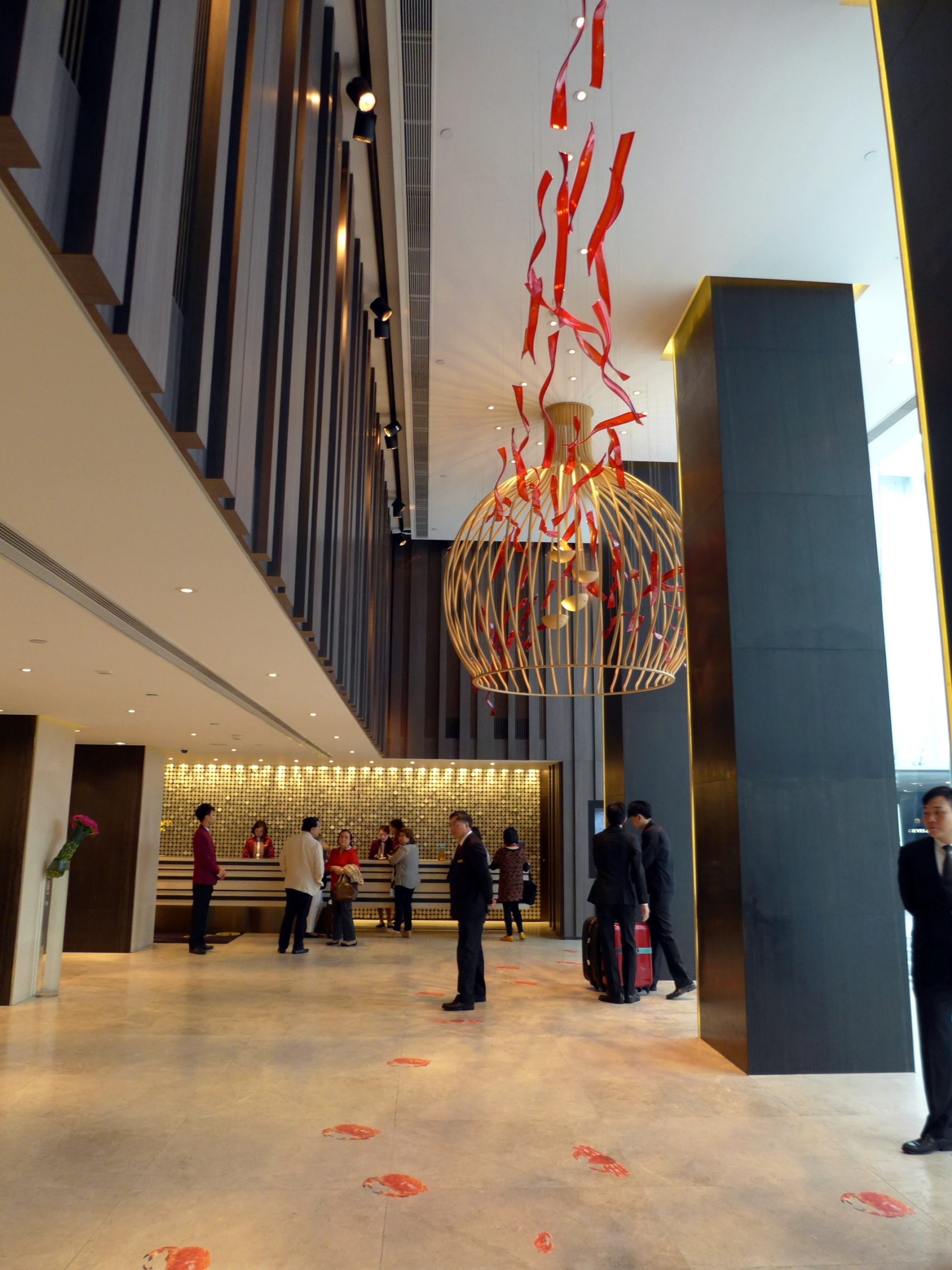
2013年翻新後的酒店大堂

香港港威酒店是香港一家甲級高價酒店，位於九龍尖沙咀廣東道13號，為香港3間馬哥孛羅酒店之一。酒店於1981年落成，分別於90年代及2012年至2013年進行翻新，現提供400間客房。
該酒店原稱奧麗馬哥孛羅酒店，1996年業主九龍倉集團（後分拆為九龍倉置業）出售奧麗酒店集團後將其酒店項目改以馬哥孛羅酒店經營，酒店因而改名為馬哥孛羅港威酒店，後來再改為現稱。

## 設施
設施包括商務中心、四間宴會廳、私人品酒房Jiǔ。3樓全層設Three On Canton自助餐廳。住客亦可享用酒店或附近各式休閒設施，如健身會所、馬哥孛羅香港酒店室外溫水游泳池及酒店附設的Aveda水療中心。

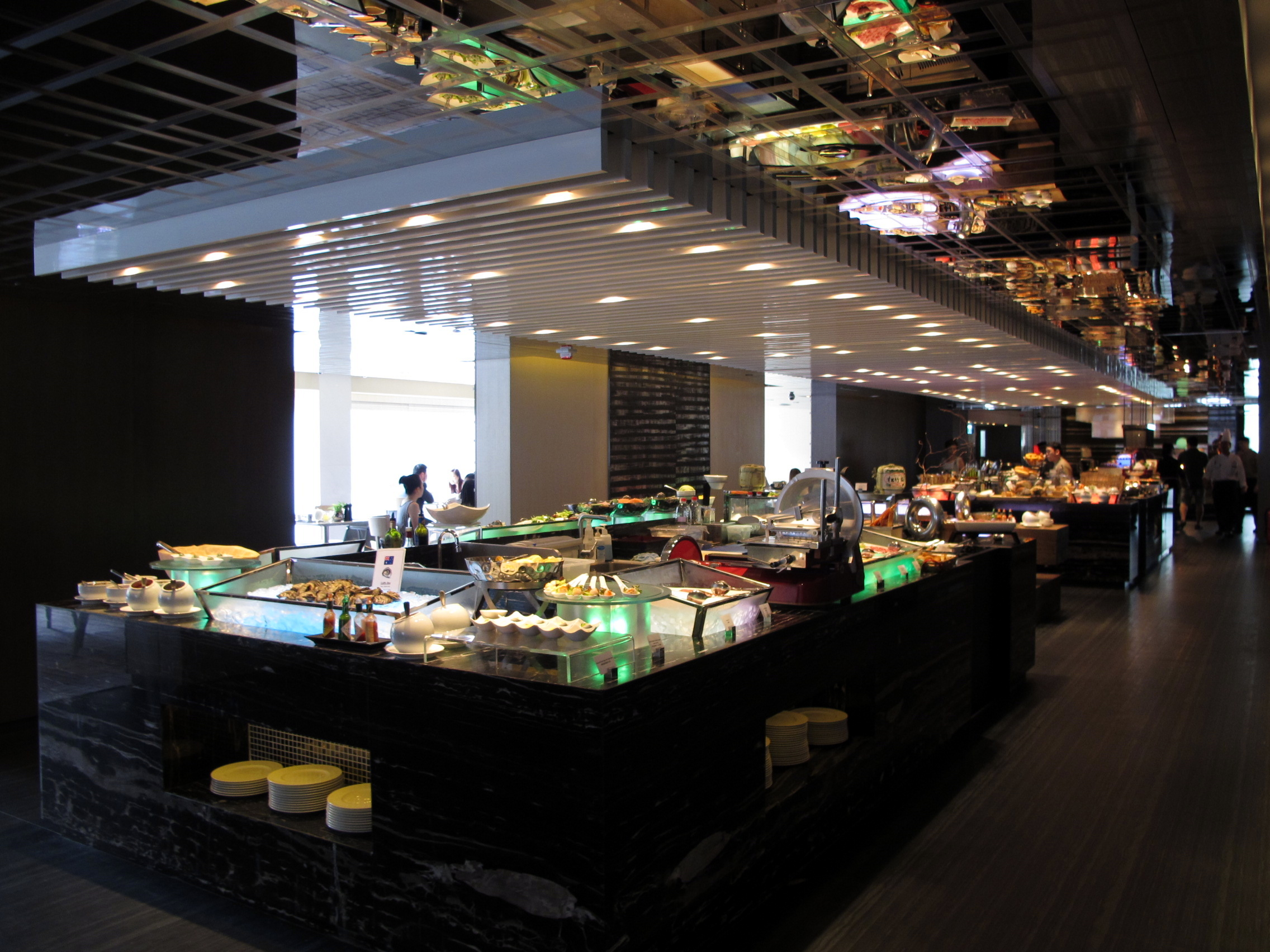
3樓Three On Canton自助餐廳
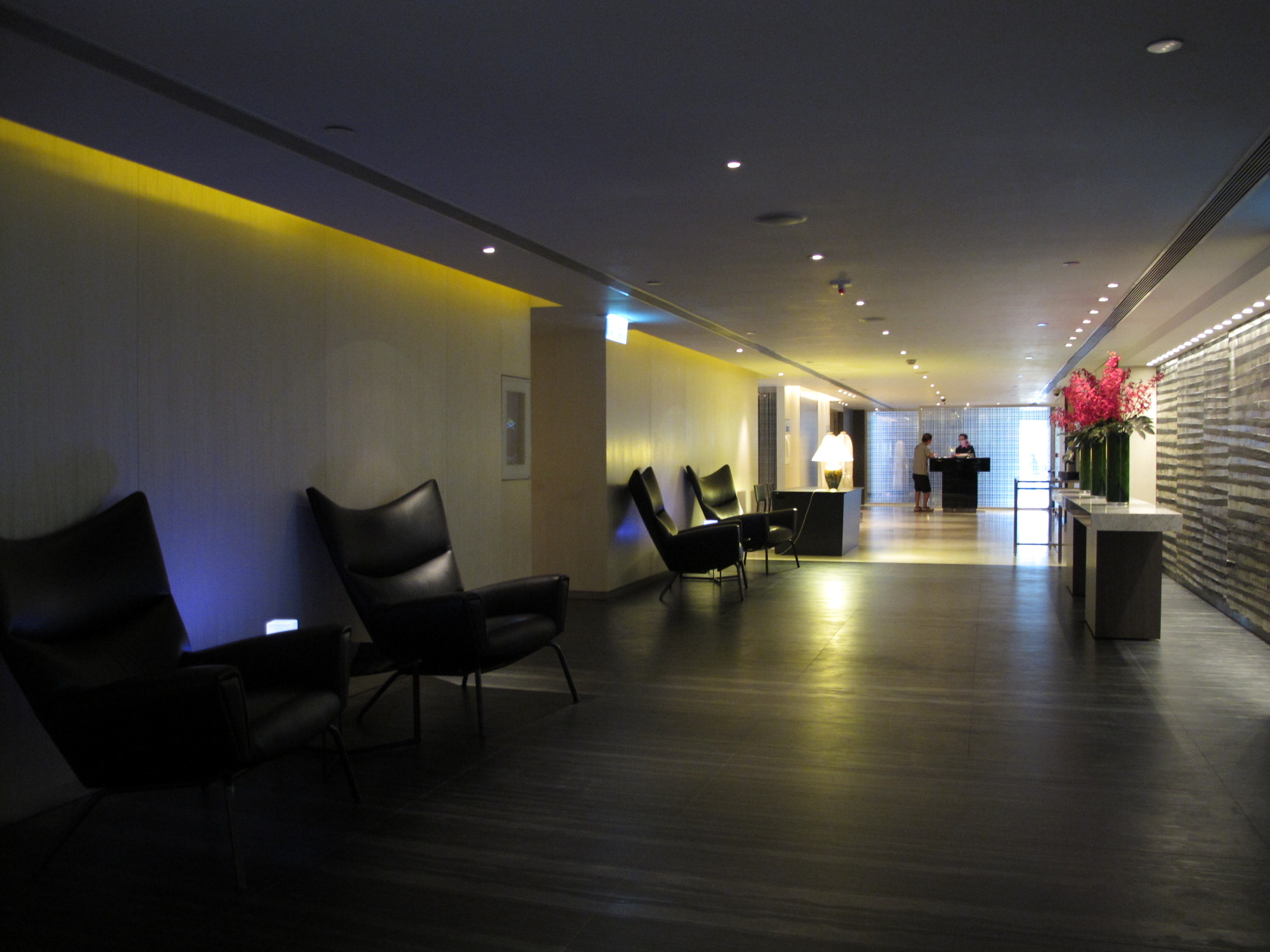
3樓大堂
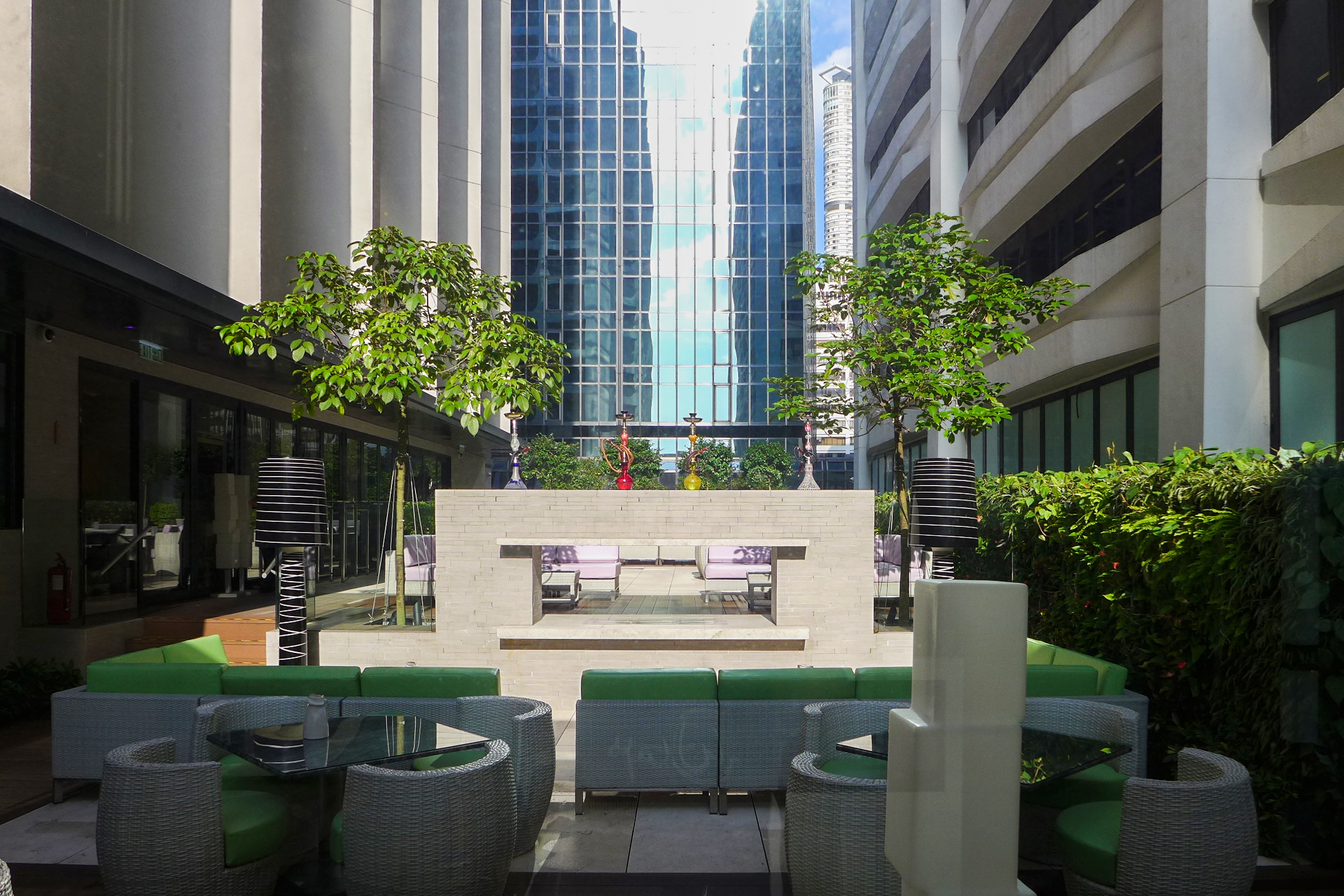
3樓花園

## 外部連結
- 香港港威酒店 （页面存档备份，存于）

1. ↑  其在牌照事務處的酒店登記仍以The Marco Polo Gateway名稱註冊